# Ramingstein
Ramingstein é um município da Áustria, situado no distrito de Tamsweg, no estado de Salzburgo. Tem 94,21 km² de área e sua população em 2019 foi estimada em 1.055 habitantes.